# Complete verzameling van commuterende observabelen
In de kwantummechanica verwijst een complete verzameling van commuterende observabelen (in het Engels kortweg CSCO) naar een verzameling commuterende operatoren, waarvan de gemeenschappelijke eigenvectoren een basis vormen van de ruimte van toestanden. Anders gezegd: de ruimte van toestanden heeft een basis, waarvan de elementen volledig bepaald zijn door hun eigenwaardes onder de operatoren in de CSCO.
Een CSCO doet dus voor een kwantummechanisch systeem wat een volledige verzameling coördinaten doet voor de klassieke mechanica: het is de minimale informatie waarover men moet beschikken om de toestand van het systeem eenduidig te kunnen benoemen. Een subtiel verschil is dat in de kwantummechanica de ruimte van toestanden een projectieve vectorruimte is - een CSCO labelt alle basisvectoren, en een algemene toestand is hier een lineaire combinatie van. 

## Voorbeeld
Een klassiek voorbeeld is het waterstofatoom. De toestanden van het elektron zijn hier bepaald door hun energie, impulsmoment en de z-component van dit impulsmoment. Om een toestand van het elektron te beschrijven, volstaat het dus zijn eigenwaarde onder de Hamiltoniaan 'H', de operator 'L' (impulsmoment) en de operator 'Lz' te kennen. Een CSCO voor dit systeem is dus de verzameling 
{\displaystyle \{H,\,L,\,L_{z}\}}
De eigenwaardes onder deze operatoren worden de kwantumgetallen (n,m,l) van het elektron genoemd, en de toestand van het elektron in een waterstofatoom kan dus in Diracnotatie geschreven worden als 
{\displaystyle |n,l,m\rangle }.
De CSCO is in het algemeen niet uniek. Men kan bijvoorbeeld een basis van toestanden vinden die eigenvectoren zijn onder de operatoren {\displaystyle \{H,\,L,\,L_{x}\}}. Dit levert een andere basis, maar spant dezelfde vectorruimte van toestandsfuncties op.